# معاهدة طنجة
معاهدة طنجة (بالفرنسية: Traité de Tanger
)‏ هي اتفاقية وُقّعت في مدينة طنجة بالمغرب في 10 سبتمبر 1844، وشكّلت تحولًا مهمًا في العلاقات السياسية بين فرنسا والمغرب.
رغم دعوة السلطان عبد الرحمن بن هشام للانسحاب، إلا أن متطوعين من قبائل آيت يزناسن في الريف، إلى جانب قبائل أنجاد وبني وكيل ومحايا من الأطلس المتوسط، انضموا لدعم جيش الأمير عبد القادر في مقاومته ضد الاحتلال الفرنسي للجزائر بعد سقوط عاصمته الزمالة في مايو 1844. جاء رد الفعل الفرنسي سريعًا، حيث قصفت القوات الفرنسية، بقيادة الجنرال توماس روبرت بيجو، مدينتي طنجة و الصويرة، وهزمت الجيش المغربي في معركة إيسلي في 14 أغسطس 1844.
وُقّعت معاهدة طنجة في 10 سبتمبر 1844، وبموجبها اعترف المغرب بشرعية الإحتلال الفرنسي للجزائر، ووافق على إنهاء أي دعم رسمي للأمير عبد القادر، الذي اعتُبر خارجًا عن القانون في كل من المغرب والجزائر المستعمرة الفرنسية الجديدة. كما أقرت المعاهدة الحدود المغربية الجزائرية وفقًا لـ معاهدة لالة مغنية.
بعد خمسة عشر عامًا، أي في 1859، شنّت قبيلة آيت يزناسن، بالتحالف مع قبائل الأطلس المتوسط، هجمات ضد الاحتلال الفرنسي في الجزائر، رغم معاهدة السلام وضد إرادة السلطان المغربي. أدى ذلك إلى حملة عسكرية فرنسية على أراضي القبيلة بقيادة إدموند شارل دو مارتانبرى، والتي أسفرت عن احتلال أراضيهم. خلال الحملة، تفشى وباء الكوليرا في صفوف الجيش الفرنسي، مما أدى إلى وفاة 2,393 جنديًا.
وفي 1908، قام هوبير ليوطي ببناء مدينة أحفير على أراضي قبيلة آيت يزناسن، وأطلق عليها اسم Martimprey-du-Kiss تكريمًا للجنرال إدموند شارل دو مارتانبرى، الذي قاد الحملة العسكرية، قبل أن تُعاد تسميتها لاحقًا بـ أحفير.

## مصدر
1. ↑  "'Abd ar-Rasham". Encyclopedia Britannica (ط. 15th). Chicago, IL: Encyclopedia Britannica, Inc. ج. I: A-Ak - Bayes. 2010. ص. 17. ISBN:978-1-59339-837-8.
2. ↑  "1840-1850 AD". www.historycentral.com. اطلع عليه بتاريخ 2025-03-18.
3. ↑  "زى النهادره .. توقيع معاهدة طنجة التى أنهت الحرب الفرنسية ضد مراكش 1844". اليوم السابع. 10 سبتمبر 2019. اطلع عليه بتاريخ 2025-03-18.

## وصلات خارجية
- World History 1840 - 1850 AD
- Chronology: The July Monarchy (1830 - 1848)